# Amor bravío
Amor bravío es una telenovela mexicana producida por Carlos Moreno para Televisa, la historia de la telenovela es conjunto de dos historias, una la adaptación de De pura sangre de María Zarattini, y de En los cuernos del amor original de Martha Carrillo, Cristina García y Denisse Pfeiffer.
Protagonizada por Silvia Navarro y Cristian de la Fuente, junto con Leticia Calderón, César Évora, José Elías Moreno, Flavio Medina y Laura Carmine en los roles antagónicos, así como las actuaciones estelares de René Strickler, Lisset, Fernanda Castillo, Alex Sirvent, Florencia de Saracho y las primeras actrices Magda Guzmán, María Sorté y Norma Herrera. Fue la última aparición en la pantalla de Guzmán, ya que falleció 3 años después.

Se estrenó el 5 de marzo de 2012 en sustitución de La que no podía amar en su recta final y finalizó el 21 de octubre del mismo año siendo reemplazado por Qué bonito amor.

## Argumento
Camila Monterde y Luis Del Olmo son una pareja ideal a punto de casarse, pero él muere en un accidente de tránsito. Camila se va a vivir a «La Malquerida», el rancho de su tío don Daniel Monterde, para recuperarse de la pérdida de su prometido. Allí conocerá a Alonso, un hombre ambicioso con el que terminará casándose, influenciado por la madre de él, Isadora. Esta es una mujer peligrosa y traicionera, capaz de matar, quien se volverá la peor enemiga de Camila y la principal causante de sus desgracias con la complicidad de Dionisio. Los tres pretenden quitarle el rancho a la que en teoría debía ser la heredera de la fortuna. Pero cuando muere don Daniel, se descubre que la herencia no va a parar a Camila, sino a un desconocido: Daniel Díaz Acosta, un supuesto hijo que don Daniel tuvo con una querida años atrás. 
Ahora el objetivo de Isadora, Alonso y Dionisio es que Daniel nunca reciba su herencia, sino que sea Camila. Por ello, mandan matar a Daniel en Chile, donde vive con su esposa, Míriam Farca. No obstante, por error, es Míriam la que recibe el disparo que iba a su marido, y Daniel se convierte en el principal sospechoso del asesinato a causa de la acusación de Abraham, el hermano de Míriam. Por este motivo, Daniel acaba siendo encarcelado injustamente. 
Sin embargo, Daniel logra escapar de la cárcel durante una fuga masiva con la finalidad de viajar a «La Malquerida» y vengarse de la que cree es la culpable de su desgracia, Camila. Amparado bajo el nombre falso de Andrés Duarte, Daniel la hará pagar por todo lo ocurrido, sin saber que el objetivo de su venganza está equivocado y que no todo es como se lo hicieron creer.
Camila y Daniel se enamoran entre sí, y juntos tendrán que pasar por muchas cosas para vivir este gran amor que al final termina intacto y vivieron felices en la hacienda que ahora se llama " Amor Bravio" .

## Elenco
- Silvia Navarro - Camila Monterde Santos
- Cristián de la Fuente - Daniel Díaz Acosta / Andrés Duarte
- Leticia Calderón - Isadora González Vda. de Lazcano (Villana principal - termina en la cárcel por sus crímenes con la lengua cortada y la manos quemadas por Leoncio)
- César Évora - Dionisio Ferrer / Héctor Gutiérrez (Villano principal - termina en la cárcel por sus crímenes y acosado por Leoncio)
- René Strickler - Mariano Albarrán Mendiola
- Flavio Medina - Alonso Lazcano González (Villano - muere asesinado por Rosario con una inyección letal bajo órdenes de Isadora al quedar cuadriplejico)
- Laura Carmine - Ximena Díaz Santos (Villana - muere en un accidente de auto asesinada por Isadora donde sobrevive Alonso)
- María Sorté - Amanda Jiménez Ulloa
- José Carlos Ruiz - Padre Baldomero Lozano (Muere asesinado por Isadora sofocandolo)
- José Elías Moreno - Leoncio Martínez (Villano - termina en la cárcel con la lengua cortada por Isadora)
- Olivia Bucio - Agustina Santos Vda de Monterde (Se suicida en la cárcel tirándose de un edificio para salvar a Camila de Dionisio)
- Norma Herrera - Rocío Mendiola de Albarrán
- Fernanda Castillo - Viviana Del Valle (Villana - se va del pueblo por culpa de Isadora)
- Yolanda Ventura - Piedad Martínez
- Magda Guzmán - Refugio Chávez "Nana"
- Alex Sirvent -  Rafael Quintana
- Héctor Sáez - Lic. Osvaldo Becerra
- Florencia de Saracho - Natalia Jiménez / Natalia Ferrer Jiménez
- Ricardo Franco - Rodolfo Lara
- Eddy Vilard - Pablo Albarrán Mendiola / Pablo Monterde Mendiola
- Mariana Van Rankin -  Luz María "Luzma" Martínez
- Lisset - Miriam Farcas de Díaz (Sobrevive a un atentado de Julian bajo órdenes de Dionisio)
- Luis Couturier - Cayetano Albarrán (Sobrevive a un atentado de Isadora)
- Rogelio Guerra - Daniel Monterde (Muere de un infarto por culpa de Dionisio)
- Alan Estrada - Aarón Quintana
- Alejandro Ruiz - Padre Anselmo Medrano
- Juan Diego Covarrubias -  Yago Albarrán Mendiola (Villano - termina solo y en el alcohol)
- Luis Gatica -  Hipólito
- Raymundo Capetillo - Francisco Javier Díaz Velasco (Villano - se va del pueblo)
- Valentino Lanús - Luis del Olmo (Muere en un accidente de auto donde sobrevive Camila)
- Toño Infante - Julián Hernández / Fidencio Hernández (Villano - muere asesinado por Leoncio de un disparo / Muere asesinado por Leoncio ahorcandolo)
- Abril Onyl - Irene
- Rubén Zerecero - Tolentino Cruz
- Lorena del Castillo - Ileana Sodi
- Carlos Embry - Abraham Farcas
- Diego Soldano - Dante Barrienta
- Diego Denver - Andrés Duarte (Fallecido)
- Patricia Conde - Ernestina "Netty"
- Óscar Traven - Alberto Sodi
- Benjamín Rivero - Bruno Morán (Villano - muere asesinado por los toros)
- Khiabet Peniche - Dorotea
- Jorge Gallegos - Eleuterio
- Carmen Rodríguez - Teresa de Sodi
- Sandra Kai - Teresa "Tere" Medrano
- Ricardo Vera - Comandante Juárez
- Benjamín Islas - Lic. Salomón Morales León
- Macarena García Romero - Ana Albarrán Mendoza
- Tina Romero - Rosario "Chayo" Sánchez (Termina en la cárcel por matar a su hijo Alonso)
- Perla Encinas - Consuelo Herrera
- María Clara Zurita - Ruth (Termina escondiéndose junto con su familia al ser amenazada por Dionisio)
- Vicente Herrera - Omar (Villano - termina en la cárcel por cómplice de Dionisio)
- Alfredo Alfonso - Estévez
- Vicente Fernández - Él mismo
- Ramón Valera - Gastón
- Mariana Díaz Araujo - Mayalén
- José Antonio Ferral - Manuel (Muere asesinado por Isadora envenenandolo)
- Ricardo Gómez - Román / Román Quintana Del Valle
- Liliana Ross - Ágatha Acosta de Díaz (Fallecida - aparece en un retrato)
- Natalia Juárez - Isadora González Vda. de Lazcano (adolescente)
- Mariluz Bermúdez - Isadora González Vda. de Lazcano (joven)

## DVD
La telenovela salió a la venta en formato DVD el 30 de julio de 2013.

## Premios y nominaciones
| Año  | Premio             | Categoría                     | Nominados                                       | Resultados |
| ---- | ------------------ | ----------------------------- | ----------------------------------------------- | ---------- |
| 2012 | People en Español  |                               |                                                 |            |
| 2012 | People en Español  | Mejor Telenovela              | Mejor Telenovela                                | Nominada   |
| 2012 | People en Español  | Mejor actriz                  | Silvia Navarro                                  | Nominada   |
| 2012 | People en Español  | Mejor actor                   | Cristian de la Fuente                           | Nominado   |
| 2012 | People en Español  | Mejor villana                 | Leticia Calderón                                | Ganadora   |
| 2012 | People en Español  | Mejor villano                 | César Évora                                     | Ganador    |
| 2012 | People en Español  | Mejor actor secundario        | René Strickler                                  | Nominado   |
| 2013 | Premios TVyNovelas | Mejor telenovela              | Carlos Moreno                                   | Nominada   |
| 2013 | Premios TVyNovelas | Mejor actor protagónico       | Cristián de la Fuente                           | Nominado   |
| 2013 | Premios TVyNovelas | Mejor villana                 | Leticia Calderón                                | Ganadora   |
| 2013 | Premios TVyNovelas | Mejor villano                 | César Évora                                     | Nominado   |
| 2013 | Premios TVyNovelas | Mejor primer actor            | José Elías Moreno                               | Nominado   |
| 2013 | Premios TVyNovelas | Mejor actriz de reparto       | Laura Carmine                                   | Nominada   |
| 2013 | Premios TVyNovelas | Mejor actor de reparto        | Flavio Medina                                   | Ganador    |
| 2013 | Premios TVyNovelas | Mejor actriz juvenil          | Mariana Van Rankin                              | Nominada   |
| 2013 | Premios TVyNovelas | Mejor actor juvenil           | Eddy Vilard                                     | Nominado   |
| 2013 | Premios TVyNovelas | Mejor tema musical            | "Cuando manda el corazón" por Vicente Fernández | Nominado   |
| 2013 | Premios TVyNovelas | Mejor guion o adaptación      | Martha Carrillo Cristina García Denisse Phiffer | Ganador    |
| 2013 | Premios ACE        | Mejor co-actuación femenina   | Leticia Calderón                                | Ganadora   |
| 2013 | Premios ACE        | Mejor actriz característica   | Magda Guzmán                                    | Ganadora   |
| 2013 | Premios Juventud   | ¡Chica que me quita el sueño! | Silvia Navarro                                  | Nominada   |
| 2013 | Premios Juventud   | ¡Esta buenísimo!              | Cristian de la Fuente                           | Nominado   |
| 2013 | Premios Juventud   | Tema musical de telenovela    | "Cuando manda el corazón" por Vicente Fernández | Nominado   |

### TV Adicto Golden Awards
| Año  | Categoría                        | Telenovela                                         | Resultado |
| ---- | -------------------------------- | -------------------------------------------------- | --------- |
| 2012 | Mejor actriz en papel secundario | Olivia Bucio                                       | Ganadora  |
| 2012 | Mejor actuación especial         | Valentino Lanús                                    | Ganador   |
| 2012 | Mejor protagonista femenina      | Silvia Navarro                                     | Ganadora  |
| 2012 | Mejor adaptación                 | Martha Carrillo, Cristina García y Denisse Phiffer | Ganadoras |

### Premios Oye 2013
| Categoría                                                             | Nominado(a)       | Resultado |
| --------------------------------------------------------------------- | ----------------- | --------- |
| Mejor Tema de Telenovela, Serie, Obra de Teatro o Película en Español | Vicente Fernández | Nominado  |

## Temas musicales
1. Cuando manda el corazón - Vicente Fernández
2. Tan sólo pido - Samo
3. Jamás abandoné - Laura Pausini
4. Te digo adiós - Laura Pausini
5. Divina tú - Carlos Macias
6. Mil vidas (Te amaré Camila) - Carlos Macias
7. Mil vidas - Carlos Macias (dueto con Fernanda Castillo)
8. Tu perfume - Carlos Macias
9. Tu mirar - Carlos Macias
10. Olvidarte jamás - Carlos Macias
11. Te odio - Sofi Mayen
12. Amando sin Amar - Juan Pablo Manzanero
13. Querido corazón - Juan Solo
14. Si te marchas - Merche
15. Todo no es amor - Merche
16. El hombre más hermoso - Ale Rojas
17. Algo de ti - David Cavazos
18. Qué no daría - David Cavazos
19. Volver a creer - Silikon
20. Quisiera - Silikon
21. Quererte me hace bien - La Original Banda El Limón
22. Adoro - David Bisbal
23. 11:11 - Tommy Torres

## Versiones
- De pura sangre producida por Ernesto Alonso, protagonizada por Christian Bach y Humberto Zurita.
- La jaula de oro, producida por José Rendón, protagonizada por Edith González y Saúl Lisazo.
- Cuando Manda El Corazón, producida por Chucho y Fabián Rincón, interpretada por Vicente Fernández.